# 戀姬†無雙
《戀姬†無雙》是日本十八禁遊戲製作公司NEXTON的旗下品牌BaseSon開發的PC美少女遊戲及其改編的電視動畫。BaseSon的第五部作品。PC版遊戲的正式日文標題是（戀姬†無雙 ～心跳☆滿是少女的三國演義～），PlayStation 2移植版遊戲和漫畫版的標題是《戀姬†夢想》（Koihime Musō）。

## 作品歷史
- 2007年1月26日 PC版遊戲初回版發售。
- 2008年4月11日 PC版遊戲新裝版發售。
- 2008年4月26日 漫畫版開始播放。
- 2008年7月8日 電視動畫版開始播放。
- 2008年11月20日 PS2版遊戲發售。
- 2008年12月26日 PC版遊戲初回版發售。
- 2009年4月1日 電視動畫版發售。
- 2009年10月5日 電視動畫版開始播放
- 2010年4月1日 電視動畫版開始播放。
- 2010年4月2日 PC版遊戲新裝版發售
- 2010年7月7日 電視動畫版發售。
- 2010年7月23日 PC版遊戲《發售》。
- 2010年9月22日 PSP版遊戲發售
- 2010年10月28日 PSP版遊戲發售。
- 2010年11月25日 PSP版遊戲發售。
- 2011年7月30日 AC版遊戲發售。
- 2011年11月10日 PS2版遊戲發售。
- 2013年5月31日 PC版遊戲發售。
- 2014年2月20日 PS3版遊戲發售。
- 2014年7月17日 AC版遊戲發售。
- 2014年12月19日 PC版遊戲合集發售。
- 2015年4月24日 PC版遊戲發售。
- 2015年8月28日 PC版遊戲發售。
- 2015年10月30日 PC版遊戲發售。
- 2016年1月28日 PS3和PS4版遊戲發售。
- 2016年7月29日 PC版遊戲發售。
- 2017年7月28日 PC版遊戲發售。
- 2018年7月27日 PC版遊戲發售。
- 2019年7月26日 PC版遊戲發售。
- 2022年7月29日 PC版遊戲發售。
- 2023年3月31日 PC版遊戲發售。
- 2023年12月22日 PC版遊戲發售。

## 登場人物
蜀國軍
北郷一刀、関羽、張飛、諸葛亮、馬超、趙雲、黄忠、璃々
魏國曹操軍
曹操、夏侯惇、夏侯淵、荀彧、許緒
吳國孫権軍
孫権、孫尚香、周瑜、陸遜、甘寧、大喬、小喬
董卓軍
董卓、賈駆、呂布、張遼、華雄
袁紹軍
袁紹、文醜、顔良
其他
公孫賛、華陀、貂蝉、左慈、于吉

## 主題歌曲
廣告曲
歌：☆396☆，作詞：K.Baggio，作曲、編曲：
片頭曲「Hφwling Sφul」片霧烈火
歌：片霧烈火，作詞：K.Baggio，作曲、編曲：
插入曲「久遠 ～詩歌侘～」
歌：茶太，作詞：K.Baggio，作曲、編曲：
片尾曲「志在千里 ～戀姬喚作百花王～」
歌：茶太，作詞：，作曲、編曲：

## 工作人員
- 企劃/監製：K.バッジョ
- 原畫：片桐雛太、八葉香南、日陰影次、かんたか、さえき北都
- 劇本：K.バッジョ、尾之上咲太、神代いづみ、新井し〜な、assault
- 音樂：たくまる、水月陵、上原一之龍

## 電視動畫

### 主題歌曲

#### 戀姬†無雙
片頭曲「flower of bravery」
歌：fripSide，作詞、作曲：志倉千代丸（5pb.）
片尾曲
歌：fripSide NAO project!，作詞：sat、nao、山下慎一狼，作曲：sat

#### 真・恋姫†無双
片頭曲
歌：片霧烈火，作詞/作曲：三浦誠司，編曲: 水谷廣實
片尾曲
歌：桃園三姊妹(劉備（後藤麻衣）、関羽(黒河奈美)、張飛(西沢広香))，作詞: 人萌乎、吉野貴雄，作曲: 吉野貴雄，編曲: Funta7
第４・６・１２話插入歌「ＹＵＭＥ 蝶ひらり」
作詞：人萌乎，作曲：吉野貴雄，編曲：水谷広実，歌：数え役萬☆姉妹(張角(岡嶋妙)、張宝(梅原千尋)、張梁(吉住梢))
第７・９話插入歌「ＹＵＭＥ 蝶ひらり」
作詞：人萌乎　作曲：吉野貴雄　編曲：水谷広実
第１２話插入歌：
「乙女のチカラ」
作詞：瀬名恵，作曲：若林充，編曲：ｃｒｏｓｓｐｏｉｎｔ，歌：数え役萬☆姉妹(張角(岡嶋妙)、張宝(梅原千尋)、張梁(吉住梢))
「あいはだってだって最强! 」
作詞：Ｆｕｎｔａ７，作曲：Ｆｕｎｔａ７，編曲：Ｆｕｎｔａ７，歌：数え役萬☆姉妹(張角(岡嶋妙)、張宝(梅原千尋)、張梁(吉住梢))
「ダイジョウブ！」
作詞：瀬名恵，作曲：上田晃司，編曲：草野よしひろ，歌：数え役萬☆姉妹(張角(岡嶋妙)、張宝(梅原千尋)、張梁(吉住梢))
「勇星乱舞−Ｙｏｕ Ｓａｙ Ｌｏｖｅ！−」
作詞：三浦誠司，作曲：三浦誠司，編曲：草野よしひろ，歌：袁術・張勲・郭嘉
「今を信じて」
作詞：瀬名恵，作曲：伊藤玄将，編曲：藤澤健至，歌：袁術・張勲・郭嘉
「道しるべ」
作詞：瀬名恵，作曲：若林充，編曲：水谷広実，歌：袁術・張勲・郭嘉
「闘艶結義〜トウエンノチカイ〜」
作詞：三浦誠司，作曲：水谷広実，編曲：片霧烈火，歌：袁術・張勲・郭嘉
「今を信じて」
作詞：瀬名恵，作曲：伊藤玄将，編曲：藤澤健至，歌：劉備・関羽・張飛・楽進・李典・于禁・袁術・張勲・郭嘉

#### 真・戀姬†無雙〜少女大亂〜
片頭曲
作詞 - 瀬名恵 / 作曲 - しほり / 編曲 - 藤澤健至 / Vocal - 奥井雅美
片尾曲
作詞・作曲・編曲 - Funta7
Vocal - 演義ノ三乙女（関羽 starring 黒河奈美 / 曹操 starring 前田ゆきえ / 孫策 starring 米島希）

### 各話標題

#### 第一季
| 話数     | 副標題 | 中文翻譯                   | 劇本     | 分鏡       | 演出                | 作畫監督 | 總作畫監督 |
| -------- | ------ | -------------------------- | -------- | ---------- | ------------------- | -------- | ---------- |
| 第一席   |        | 關羽，和張飛結為姊妹之事   |          | 中西伸彰   | 中西伸彰            | 曾我篤史 | 大島美和   |
| 第二席   |        | 關羽，和趙雲共赴死地之事   |          |            | 高橋美香            | 平塚知哉 |            |
| 第三席   |        | 張飛，馬超對決之事         | 藤原良二 | 松浦錠平   | 高野和史 佐藤敏明   | 大島美和 |            |
| 第四席   |        | 馬超，討伐曹操之事         | 博多正寿 | 元永慶太郎 | 長森佳容            | 平塚知哉 |            |
| 第五席   |        | 關羽，懲退怪物之事         | 細田雅弘 | 西瑛子     |                     | 大島美和 |            |
| 第六席   |        | 張飛，孔明爭鋒之事         | 藤原良二 | 吉田俊司   | 曾我篤史 平塚知哉   | 平塚知哉 |            |
| 第七席   |        | 張飛，關羽感情破裂之事     |          |            | 石井舞 曾我篤史     | 大島美和 |            |
| 第八席   |        | 關羽，誓要阻止黃忠陰謀之事 | 吉川博明 | 北川正人   | 山本正文            | 平塚知哉 |            |
| 第九席   |        | 袁紹，挖掘寶物之事         | 藤原良二 | 元永慶太郎 | 石橋有希子 宮田瑠美 | 大島美和 |            |
| 第十席   |        | 孫策，被人盯上性命之事     | 博多正寿 | 西瑛子     | 冨田佳亨            | 平塚知哉 |            |
| 第十一席 |        | 關羽，與劉備相遇之事       | 松田哲明 | 松田哲明   | 曾我篤史 石井舞     | 大島美和 |            |
| 第十二席 |        | 關羽，實現大志之事         | 中西伸彰 | 中西伸彰   | 平塚知哉 曾我篤史   | 大島美和 |            |
| OVA      |        | 群雄，爭奪學生會長寶座之事 | 中西伸彰 | 中西伸彰   | 平塚知哉            | 大島美和 |            |
| 特典     |        | 張飛，尋找胸部之事         | 中西伸彰 | 中西伸彰   | 平塚知哉            | 大島美和 |            |

#### 第二季（真・恋姫†无双）
| 話数     | 副標題 | 中文翻譯                             | 劇本     | 分鏡       | 演出                                         | 作畫監督 | 總作畫監督        |
| -------- | ------ | ------------------------------------ | -------- | ---------- | -------------------------------------------- | -------- | ----------------- |
| 第一席   |        | 馬超，獨自生悶氣之事                 |          | 中西伸彰   | 中西伸彰                                     | 曾我篤史 | 大島美和 平塚知哉 |
| 第二席   |        | 劉備，探訪桃花村之事                 | 藤原良二 | 元永慶太郎 | 尼崎綾子                                     |          | 大島美和 平塚知哉 |
| 第三席   |        | 公孫贊，與袁紹決一雌雄之事           | 吉川博明 | 吉田俊司   | 内野明雄                                     |          | 大島美和 平塚知哉 |
| 第四席   |        | 張三姊妹，入手太平要術之事           | 山田次郎 | 加藤顕     | 谷圭司 清水勝祐 渡部周 神原大仁 永吉隆志     |          | 大島美和 平塚知哉 |
| 第五席   |        | 郭嘉與程昱，侍奉曹操之事             | 藤原良二 | 柳瀬雄之   | 菊永千里                                     |          | 大島美和 平塚知哉 |
| 第六席   |        | 典韋，受曹操試練之事                 | 博多正寿 | 大関雅幸   | 曾我篤史                                     |          | 大島美和 平塚知哉 |
| 第七席   |        | 陳宮，被呂布收留之事                 | 吉川博明 | 伊佐英朗   | 杉藤 伊佐英朗 北原                           |          | 大島美和 平塚知哉 |
| 第八席   |        | 袁術，退治妖魔之事                   | 藤原良二 | 吉田俊司   | 内野明雄 石田智子 加藤久美子                 |          | 大島美和 平塚知哉 |
| 第九席   |        | 樂進、李典、于禁，保衛村莊之事       | 博多正寿 | 元永慶太郎 | 尼崎綾子 大河原晴男                          |          | 大島美和 平塚知哉 |
| 第十席   |        | 孔明，想要妹妹之事                   | 藤原良二 | 太田知章   | 許宰銑 李宰煜                                |          | 大島美和 平塚知哉 |
| 第十一席 |        | 馬超，憋尿之事                       | 大関雅幸 | 宗廣智行   | 谷圭司 吉野厚司 重松晋一                     |          | 大島美和 平塚知哉 |
| 第十二席 |        | 群雄，平定黃巾之亂之事               | 中西伸彰 | 中西伸彰   | 曾我篤史 吉田大輔 菊永千里 菊池政芳 平塚知哉 |          | 大島美和 平塚知哉 |
| OVA      |        | 群雄，在南方小島度假之事~還有露胸呦~ |          |            |                                              |          |                   |

#### 第三季（真・戀姬†無雙〜少女大亂〜）
| 話数     | 副標題 | 中文翻譯                 | 劇本   | 分鏡     | 演出       | 作畫監督                                                         | 總作畫監督        |
| -------- | ------ | ------------------------ | ------ | -------- | ---------- | ---------------------------------------------------------------- | ----------------- |
| 第一席   |        | 劉備，重新踏上旅程之事   | 雑破業 | 中西伸彰 | 中西伸彰   | 曾我篤史 久保菜莉子 福士真由美                                   | 大島美和          |
| 第二席   |        | 龐統，有所隱瞞之事       | 雑破業 | 博多正寿 | 小野田雄亮 | 大河原晴男                                                       | 平塚知哉          |
| 第三席   |        | 吕蒙，努力學習之事       | 雑破業 | 大関雅幸 | 大関雅幸   | 皆川一徳                                                         | 大島美和          |
| 第四席   |        | 魏延，一見鍾情之事       | 雑破業 | 藤原良二 | 井上茜     | 大田謙治                                                         | 平塚知哉          |
| 第五席   |        | 孫尚香，完成任務之事     | 雑破業 | 柳瀬雄之 | 柳瀬雄之   | 菊水千里                                                         | 大島美和          |
| 第六席   |        | 魏延，被人追殺之事       | 雑破業 | 博多正寿 | 三原武憲   | 久保茉莉子 Kim Yongsik                                           | 平塚知哉          |
| 第七席   |        | 黄蓋，用計欺騙自己人之事 | 雑破業 | 大関雅幸 | 大関雅幸   | 石井舞                                                           | 大島美和          |
| 第八席   |        | 孟獲，七擒七縱之事       | 雑破業 | 福島宏之 | 井上茜     | 尾尻進矢 小山知洋                                                | 平塚知哉          |
| 第九席   |        | 群雄，討伐董卓之事       | 雑破業 | 安濃高志 | 小野川雄亮 | 尾崎綾子 大河原晴男                                              | 大島美和          |
| 第十席   |        | 周泰，潜入宮中之事       | 雑破業 | 柳瀬雄之 | 菊永千里   | 山口飛鳥 杉本光司                                                | 大島美和          |
| 第十一席 |        | 張遼，關羽對決之事       | 雑破業 | 博多正寿 | 三原武憲   | 久保茉莉子 曾我篤史 皆川一徳 山崎輝彦 柳瀬雄之                   | 平塚知哉          |
| 第十二席 |        | 群雄、讨伐于吉之事       | 雑破業 | 中西伸彰 | 中西伸彰   | 平塚知哉 曾我篤史 久保茉莉子 皆川一徳 菊池正芳 山口飛鳥 菊永千里 | 大島美和 平塚知哉 |
| OVA      |        | 學園祭典!全員大集合      |        |          |            |                                                                  |                   |

### 角色介紹

#### OVA登場角色
- 劉備：弗蘭切斯卡學院2年的轉校生。關羽軍後期大將，並改名劉備軍。與關羽、張飛結為姐妹。
- 關羽：弗蘭切斯卡學院2年。關羽軍前期大將，後期轉讓劉備。與劉備、張飛結為姐妹。
- 張飛：弗蘭切斯卡學院1年。與劉備、關羽結為姐妹。因沒吃到最愛的星鰻三明治與關羽吵架，而成為袁紹軍的武將。
- 趙雲：弗蘭切斯卡學院3年。關羽軍武將。不知為何變身為華蝶假面。
- 馬超：弗蘭切斯卡學院2年。關羽軍武將。
- 孔明：弗蘭切斯卡學院1年的轉校生。關羽軍軍師。
- 曹操：弗蘭切斯卡學院2年。曹操軍大將。稱「真百合女王」。
- 荀彧：弗蘭切斯卡學院1年。曹操軍軍師。與曹操是女同性戀的關係。
- 夏候惇：弗蘭切斯卡學院3年。曹操軍武將。
- 夏候淵：弗蘭切斯卡學院3年。曹操軍武將。
- 董卓：弗蘭切斯卡學院1年。董卓軍大將。不知為何被稱為邪魔外道。
- 賈驅：弗蘭切斯卡學院1年。董卓軍軍師。
- 華雄：弗蘭切斯卡學院3年。董卓軍武將。
- 呂布：弗蘭切斯卡學院1年。董卓軍武將。學園之吉祥物。帶著叫赤兔的小狗。
- 孫權：弗蘭切斯卡學院2年。屬於圍棋部所之孫權軍大將。
- 陸遜：弗蘭切斯卡學院2年。屬於圍棋部所之孫權軍軍師。
- 孫尚香：弗蘭切斯卡學院1年。屬於圍棋部所之孫權軍武將。
- 甘寧：弗蘭切斯卡學院2年。屬於圍棋部所之孫權軍武將。
- 大喬&小喬：弗蘭切斯卡學院1年。屬於圍棋部。在定時舉行的游泳大會的畫面擔任偶像之角色。
- 孫策：弗蘭切斯卡學院卒業生。孫權之姊。不想升學或就職，每天只是遊玩度日。
- 周瑜：弗蘭切斯卡學院3年。在圍棋部孫策的朋友。公孫贊軍軍師。
- 公孫讚：弗蘭切斯卡學院3年。公孫贊軍大將。一個不甚起眼的角色。
- 許緒：弗蘭切斯卡學院1年。公孫贊軍武將。為一名食者。
- 張遼：弗蘭切斯卡學院生3年。公孫贊軍武將。街上不會認輸的狂暴者。
- 袁紹：弗蘭切斯卡學院3年。袁紹軍大將。雖是袁家的千金小姐，但被稱為學園之三笨蛋。
- 文醜：弗蘭切斯卡學院2年。袁紹軍武將。袁紹之跟班。
- 顏良：弗蘭切斯卡學院2年。袁紹軍軍師。袁紹之跟班。
- 于禁：弗蘭切斯卡學院1年。曹操軍武將。
- 李典：弗蘭切斯卡學院1年。曹操軍武將。
- 樂進：弗蘭切斯卡學院1年。曹操軍武將。
- 魏延：弗蘭切斯卡學院1年。關羽軍武將。
- 黃忠：弗蘭切斯卡學院之校醫。
- 何進：弗蘭切斯卡學院之生物老師。
- 孫静：弗蘭切斯卡學院之學務主任。
- 貂蟬：弗蘭切斯卡學院之校長。
- 璃璃：Nina學園院生。

#### 各年級人物
- 1年級(制服紅)：鈴鈴、朱里、桂花、季衣、小蓮、小喬、大喬、月、詠、恋、明命、亞莎、音々音、凪、沙和、真櫻、稟、流琉、美羽、蒲公英、燄耶。
- 2年級(制服青)：愛紗、翠、華琳、蓮華、稳、思春、豬豬子、斗詩。
- 3年級(制服綠)：星、春蘭、秋蘭、冥琳、白蓮、霞、華雄、麗羽。

## 相關商品

### 書籍
- 日文
  -  Prelude Book（2006年12月28日發售）
  -  Visual Guidebook（2007年3月30日發售）
  - （2007年4月25日發售）
  - （2007年8月17日發售）
  - （2008年12月13日發售）
  - （2008年12月13日發售）
- 中文
  - 超萌 我們的戀姬†無雙

### 漫畫
- 漫畫選集　 
  - 第1集（2007年6月25日發售）
  - 第2集（2007年8月27日發售）
  - 第3集（2007年10月25日發售）
  - 第4集（2007年12月25日發售）
  - 第5集（2008年2月25日發售）
  - 第6集（2008年4月25日發售）
  - 第7集（2008年6月25日發售）
  - 第8集（2008年8月25日發售）
  - 第9集（2008年10月25日發售）
  - 第10集（2008年12月25日發售）
- 漫畫選集
  - 第1集 （2009年6月27日發售）

### 小說
- 日文

- 中文
  - 戀姬†無雙外傳 紫電一閃！ 華蝶假面～在成都颳起的旋風
  - 戀姬†無雙外傳 紫電一閃！ 華蝶假面2～赤壁在燃燒嗎
  - 戀姬†無雙外傳 紫電一閃！ 華蝶假面3～愛我的霸王（上）
  - 超萌 我們的戀姬†無雙《關羽傳》
  - 超萌 我們的戀姬†無雙《張飛傳》
  - 超萌 我們的戀姬†無雙《馬超傳》
  - 超萌 我們的戀姬†無雙《黃忠傳》
  - 超萌 我們的戀姬†無雙《趙雲傳》
  - 超萌 我們的戀姬†無雙《孔明傳》

### DVD
第一季
- （2008年10月1日發售）
- （2008年11月5日發售）
- （2008年12月3日發售）
- （2009年1月7日發售）
- （2009年2月4日發售）
- （2009年3月4日發售）
- （2009年4月1日發售）

第二季
- （2010年1月6日發售）
- （2010年2月3日發售）
- （2010年3月3日發售）
- （2010年4月7日發售）
- （2010年5月7日發售）
- （2010年6月2日發售）
- （2010年7月7日發售）

- 中文
  - 戀姬†無雙 Vol.1（2009年4月9日發售）
  - 戀姬†無雙 Vol.2（2009年4月29日發售）
  - 戀姬†無雙 Vol.3（2009年5月27日發售）
  - 戀姬†無雙 Vol.4（2009年7月1日發售）
  - 戀姬†無雙 Vol.5（2009年7月29日發售）
  - 戀姬†無雙 Vol.6（2009年8月27日發售）

### CD
- - （2007年1月26日發售）　
  - （2007年10月26日發售）
  - （2007年11月23日發售）
  - （2007年12月21日發售）
  - (2008年7月16日發售)
  - （2008年7月25日發售）
  - （2008年8月20日發售）
  - （2008年8月22日發售）
  - (2008年8月22日發售)
  - (2008年10月15日發售)
  - (2008年11月19日發售)
  - (2009年10月11日發售)
  - (2009年11月18日發售)
  - (2009年11月18日發售)
  - (2009年12月16日發售)
  - (2009年12月16日發售)
  - (2010年4月21日發售)
  - (2010年4月21日發售)
  - (2010年6月25日發售)
  - (2010年6月25日發售)

### 廣播劇
- - (2009年1月23日發售)
  - (2010年2月17日發售)

### 遊戲
《Web戀姫†夢想》（Web恋姫†夢想）是遊戲橘子日本分公司研發的網頁遊戲，發表於2010年6月2日。原訂名稱是，在2010年9月14日更改成現在的這個名稱。2012年6月25日遊戲橘子宣布將推出台灣版，2012年8月29日台灣版封測，2012年9月5日台灣版公測，2013年3月28日結束營運。

## 評價
《戀姬†無雙》獲得萌系遊戲大賞2007的最佳角色獎、新類型獎。《ファミ通》1172号的クロスレビュー對PlayStation 2版給予27/40分數。

## 外部連結
- BaseSon （页面存档备份，存于）（日語）
- Web戀姫†夢想（日語）
- 戀姬†無雙動畫官方網站 （页面存档备份，存于）（日語）
- 真・戀姬†無雙動畫官方網站 （页面存档备份，存于）（日語）